# Eimutis Misiūnas
Eimutis Misiūnas, né le 1er avril 1973 à Vilnius, est un universitaire, avocat, magistrat et homme d'État lituanien.
De 2016 à 2019, il est ministre de l'Intérieur.

## Biographie

### Jeunesse et débuts professionnels
Il achève ses études secondaires en 1991 à Utena et s'inscrit à l'Académie de police, rattachée depuis l'université Mykolas-Romeris. Il obtient son diplôme en droit en 1996 et commence à travailler comme assistant au département de droit policier et de tactique professionnelle. Il devient avocat en 1997 et exerce dans un centre d'assistance juridique.

### Progression de carrière
Il entreprend en 1998 une carrière universitaire. Il occupe ainsi un poste de lecteur au département de droit policier de l'université de droit de Lituanie. Renonçant à l'exercice de la profession d'avocat en 2004, il intègre en 2005 plus tard la faculté de droit de l'université Mykolas Romeris, où il est lecteur au département des activités et de droit policiers pendant un an et doyen de l'École internationale de droit et des affaires durant trois années.
En 2006, il est muté à l'Institut de droit constitutionnel et administratif de l'université. Il y reste jusqu'en 2014. Il est choisi en 2008 comme spécialiste en chef du bureau de prévention de la corruption au sein du service spécial d'investigation lituanien.
Il rejoint finalement la carrière judiciaire en novembre 2015, occupant un poste de juge au tribunal de première instance de Vilnius.

### Ministre
Le 13 décembre 2016, Eimutis Misiūnas est nommé à 43 ans ministre de l'Intérieur dans le gouvernement de coalition du Premier ministre indépendant Saulius Skvernelis.